# Célia Ribeiro
Célia Krieger Pinto Ribeiro (Porto Alegre, 1929) é uma escritora e jornalista brasileira. Desenvolveu sua carreira no jornalismo principalmente com conteúdo voltado para o público feminino, tratando de moda, costumes, etiqueta, vida social, cultura e noticiário. Escreveu mais de dez livros, alguns com grande sucesso de público. 

## Biografia
Licenciada em Filosofia, ingressou no Clube de Teatro da UFRGS e, em 1956, desistiu da carreira no teatro para fazer crítica de teatro em jornais locais. Terminou a faculdade, mas manteve a carreira jornalística. Foi redatora do Suplemento Feminino do Diário de Notícias, e por mais de 20 anos teve uma coluna na revista Donna. Trabalhou no jornal Zero Hora por cinquenta anos, onde atuou como repórter, editora de moda e colunista de etiqueta. Colaborou com a Revista do Globo, a revista Cláudia, o Correio do Povo e a Rádio Guaíba.
Foi uma das primeiras mulheres a atuar na televisão no estado do Rio Grande do Sul, atuando por mais de 20 anos, apresentando programas de variedades na TV Piratini a partir de 1960 e depois na TV Gaúcha, como "Desfile na TV", "Magazine", "No Mundo da Mulher", "Dreher Convida" e "Programa Célia Ribeiro", com crônica social, entrevistas e atrações voltadas para o público feminino. Segundo Vicente Medeiros, ela costumava se informar previamente sobre a atividade de seus entrevistados e mantinha profundo respeito em relação a eles. Depois também deixou uma marca no programa Jornal do Almoço da RBS TV, onde produzia e apresentava entrevistas.
Foi membro dos juris de escolha da Rainha da Festa da Uva de 1969, de escolha da Rainha da Festa das Hortênsias de Gramado de 1986, de escolha dos finalistas do Rio Grande do Sul para o concurso de modelos Look of the Year de 1992, e do Prêmio Sultêxtil de 1999, oferecido pelo Curso de Tecnologia de Moda e Estilo da UCS.
Coordenou e curou o Salão 30 Anos de Moda em 1994 em Porto Alegre, coordenou o projeto de exposições itinerantes Arte Vê a Moda em 1996, e foi curadora e organizadora da exposição itinerante Retratos de Casamento em 1999, tratando dos costumes e indumentárias nupciais ao longo da história do estado, todos esses eventos promovidos pelo Grupo RBS. Foi convidada especial do Festival da Moda de Caxias do Sul de 1986, coordenadora do Seminário "Liberdade na Moda" da Semana da Moda de Porto Alegre de 1992, palestrante no II Encontro de Primeiras Damas dos Municípios Gaúchos em 1993, deu cursos de etiqueta e elegância para o público feminino em geral, e por mais de 20 anos ministrou cursos para preparação de debutantes.
Foi casada com o jornalista e escritor Lauro Schirmer, morto em 2009, não tendo filhos.

## Publicações
Escreveu mais de dez livros, a maioria sobre etiqueta, e alguns sobre história, turismo e culinária (A Duquesa Voadora, Receitas de Yayá Ribeiro, Fernando Gomes, um mestre no século XIX, O Jornalista Farroupilha). Vários se tornaram best-sellers no estado. De acordo com Márcia dos Santos, sua vinculação com o influente Grupo RBS "garantiu a visibilidade de sua produção. [...] Escrever para um jornal constituído como referência, não somente na veiculação de notícias, mas, na configuração de determinada identidade do estado, conferiu à autora um espaço privilegiado e lhe vinculou aos meios de produção cultural. [...] Os manuais escritos a partir dos anos 90, concomitantes ao trabalho na Zero Hora, corroboraram a concepção de aproximar grupos afinados pelos modos tradicionais, instruir para a diferenciação, tanto que esta sirva para o fortalecimento de tais grupos e a continuidade das formas". Em sua análise, seus manuais de etiqueta revelam uma evolução no papel da mulher e um avanço no processo de sua emancipação social em relação a autores da geração anterior, e ao longo de sua própria trajetória seus conceitos se modificaram e modernizaram, mas "a leitura problematizada forneceu indícios de permanências estruturantes, evidenciando a presença de um passado", no sentido de perpetuar alguns estereótipos discriminatórios em termos de gênero e classe.
Etiqueta na Prática foi o mais vendido na Feira do Livro de Caxias do Sul de 1991, e Boas Maneiras & Sucesso nos Negócios esgotou três edições em menos de dois meses, sendo destacado em resenhas de André Costantin, Flávio de Oliveira e Ranieri Rizza por preencher uma lacuna na bibliografia brasileira, sendo interessante como um manual para executivos, especialmente iniciantes, causarem boa impressão, estabelecerem bons relacionamentos e se movimentarem com desenvoltura e segurança em seu ambiente. Flávio de Oliveira também destacou Receitas de Yayá Ribeiro como "um verdadeiro clássico da gastronomia brasileira".

## Reconhecimento
Nas palavras da jornalista Tânia Carvalho, Ribeiro é "uma das figuras gigantes dos nossos meios de comunicação", e segundo Juremir Machado da Silva, "Célia Ribeiro dispensa apresentação, é uma das jornalistas mais importantes do Rio Grande do Sul, há muito tempo em atividade, sempre com a mesma qualidade".
Ribeiro também é muito conhecida por seu trabalho como colunista de etiqueta e como uma referência no mundo da moda, "respeitadíssima", segundo a jornalista Ana Cláudia Didolich, e chamada de "um grande nome em jornalismo de moda no Rio Grande do Sul" em editorial do Caderno de Moda do jornal Folha de Hoje.
Foi um dos destaques da Revista TV Sul Programas em 1963, e recebeu o Segundo Prêmio do Prêmio de Jornalismo da Associação Rio-Grandense de Imprensa em 1968, na categoria Rádio. Em 2015 foi homenageada com um páreo especial no IV Torneio Internacional de Joqueta, realizado no Hipódromo do Cristal, e quando retirou-se do Grupo RBS em 2016 foi homenageada com matéria de capa na revista Donna.